# 清瀬水再生センター

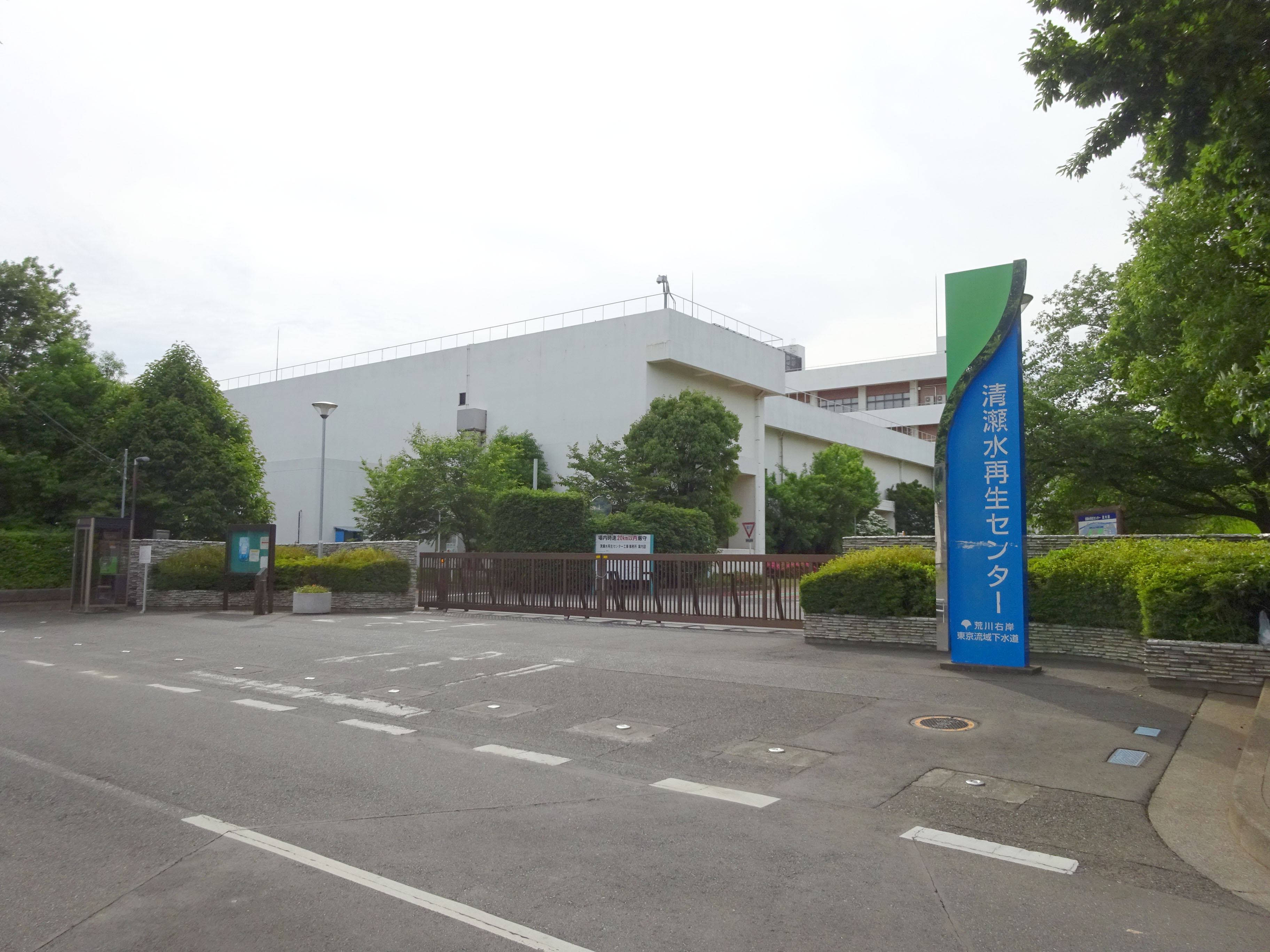
清瀬水再生センター（2020年5月）

清瀬水再生センター（きよせみずさいせいセンター）とは、東京都清瀬市にある、東京都下水道局の下水道処理施設である。上部には、サッカー場があり、市民が利用できるようになっている。

## 概要
ここで処理された下水は柳瀬川に放流される。
当初の計画では、建設・運転とも現状より早い予定だったが、敷地内から縄文・弥生時代の竪穴状遺構（下宿内山遺跡）が発見され、遅れた経緯がある。
2010年、世界初となる下水汚泥を蒸し焼きにし、発生したガスを発電に利用する下水汚泥ガス化炉施設が稼働を開始した。
一般開放のイベントとして、「お花見」（3月下旬）、「夏まつり」（7月下旬）を実施している。また、12月には、イルミネーションを行っており、近隣小学校の生徒が描いた絵を建物の壁に映している。
敷地が埼玉県境に接しており、道路を挟み大和田運動場が隣接している。

## 沿革
- 1978年（昭和53年）　建設開始
- 1981年（昭和56年）　運転開始
- 2010年（平成22年） - 下水汚泥ガス化炉施設稼働開始

## 所在地
- 東京都清瀬市下宿3-1375

## 敷地面積
- 213,012㎡

## 処理能力
- 383,450㎥/日

## 処理区域
- 武蔵村山市、小金井市、小平市、東村山市、西東京市、東大和市、清瀬市、東久留米市、武蔵野市

（普及人口：約71万人、普及率：100%）

## 平均受水量
- 約232,000㎥/日（平成20年度平均）

## 水処理施設
- 沈砂池　　　7池
- 第一沈澱池　8池
- 反応槽　　　8槽
- 第二沈澱池　8池

## 汚泥処理施設
- 濃縮槽　4槽
- 濃縮機　5台
- 脱水機　9台
- 焼却炉　3基